# NK Dekani
NK Dekani, također poznat kao Jadran Dekani, slovenski je nogometni klub iz Dekana, naselja u općini Kopar. U sezoni 2025./26. natječe se u Drugoj slovenskoj nogometnoj ligi.
Tri sezone (1991./92., 1993./94. i 1994./95.) natjecao se u 1. SNL, ligi najvišeg stupnja u Sloveniji.

## Uspjesi
2. slovenska liga
- prvak: 1992./93.

## Vanjske poveznice
- Službena web-stranica (slov.)